# Anastetha raripila
Anastetha raripila är en skalbaggsart som beskrevs av Francis Polkinghorne Pascoe 1866. Anastetha raripila ingår i släktet Anastetha och familjen långhorningar. Inga underarter finns listade i Catalogue of Life.